# Carl Moos
Carl (of Karl) Franz Moos (München, 29 oktober 1878 – Zürich, 9 juli 1959) was een Duits-Zwitsers grafisch kunstenaar, vooral bekend door zijn vele ontwerpen voor reclame-affiches.
Moos was een zoon van de portretschilder Franz Moos. Hij studeerde aan de Gewerbliche Zeichen- und Modellschule (school voor commercieel tekenen en modelleren) in München en begon als illustrator voor de Münchense dagbladpers, en illustreerde advertenties voor plaatselijke bedrijven. Hij ontwierp ook postkaarten met motieven uit sport en toerisme. Moos was lid van het Münchense kunstgenootschap "Die Sechs", een van de eerste kunstenaarsgroepen die zich richtte op de advertentiemarkt. Zijn medeleden waren Friedrich Heubner, Valentin Zietara, Emil Preetorius, Max Schwarzer en Franz Paul Glass.
In de Eerste Wereldoorlog verliet hij Duitsland en vestigde zich in Zürich, waar hij als zelfstandig kunstenaar landschappen en genrestukken in diverse technieken schilderde.
Moos raakte vooral bekend voor zijn affiches voor sportevenementen. In 1928 won hij een zilveren medaille op de Olympische Spelen in Amsterdam in de kunstencompetitie voor grafische kunsten, met een affiche voor een Zwitserse atletiekwedstrijd.
Moos ontwierp verder onder meer vele affiches voor Zwitserse toeristische en wintersportbestemmingen (Sankt Moritz, Zermatt, Davos...) en enkele vroege affiches voor de Zwitserse luchtvaartmaatschappij Swissair (1931-1933).
Tot 1933 was hij artdirector van de drukkerij Orell Füssli, die veel van zijn affiches drukte.